# Kapitány-Diószegi Judit
Kapitány-Diószegi Judit (1972. március 4. –) magyar producer, kreatív producer, showrunner, forgatókönyvíró, a ContentLab & Factory társtulajdonosa, ügyvezetője.

## Családja
Férje Kapitány Iván. Két gyermeke: Mihály (2005.) és Zsigmond (2014.)

## Iskolái
Budapesti Gazdaságtudományi Egyetem, IBS Nemzetközi Üzleti Főiskola

## Szakmai karrier
Scriptesként kezdte, és végigjárta a szamárlétrát, aminek nagyon örül, mert az így szerzett tapasztalatoknak nap mint nap hasznát veszi filmes munkája során.
A főiskola mellett, 20 évesen kezdett reklámfilmekben dolgozni, aztán éveken át foglalkozott reklámfilmkészítéssel, mint másod- majd első asszisztens és később gyártásvezető. Amikor a kétezres évek elején a két nagy kereskedelmi televízió kísérletezni kezdett a sitcomokkal, adódott számára a lehetőség egy fikciós sorozatban, a Limonádéban már gyártásvezető, line-producer lehetett.
Ez volt az első olyan nagy feladata, ami már nem a reklámhoz, hanem a klasszikus fikciós műfajhoz kötődött.
Önálló producerként 2005-ben elkészítette első játékfilmjét a Kútfejeket majd nem sokkal később első tv-műsorát, a Beugrót, amely 2010-ben a szórakoztató műsorok kategóriájában elnyerte a Kamera Hungáriát.
Megalapította a ContentLab & Factory tartalomfejlesztő és produkciós vállalkozást, amelynek keretében készült a 2017 tavaszán az RTL Klubon bemutatkozó A mi kis falunk című tévésorozat, amelynek jelenleg is vezető producere.
A hamar hatalmas népszerűséget szerző sorozat kimagasló nézettséget produkál a mai napig. Ez a produkció hozta meg az igazi sikert a cége számára, és egyben megalapozta a televíziózás egy új korszakát, a hazai gyártású sorozatokét. A mi kis falunk 2020-ban elnyerte Televízíós újságíróktól az Év sorozata díjat.
Producerként, forgatókönyvíróként, kreatívként jegyzi a Korhatáros szerelem, a 200 első randi című sorozatokat és ő a Drága örökösök vezető producere. Számos más sikeres televíziós széria is fűződik producerként a nevéhez, mint például a Jófiúk vagy Válótársak.  Az ő munkája a sok szempontból televíziós újításnak tekinthető ! Segítség! Itthon vagyok! című karantén sitcom is.

## Munkái
- 2020– Doktor Balaton (sorozat, TV2) vezető producer, kreátor, író, showrunner
- 2020 Segítség! Itthon vagyok! (sorozat, RTL Klub) producer, forgatókönyvíró,
- 2019–2020 Drága örökösök (sorozat, RTL Klub) vezető producer
- 2019 Jófiúk (sorozat, RTL Klub) rendező, producer, forgatókönyvíró
- 2018 Megtört szív (rövidfilm) producer
- 2018–2019 200 első randi  (sorozat, Viasat3) vezető producer
- 2017–2018 Korhatáros szerelem (sorozat, TV2) producer
- 2017– A mi kis falunk (sorozat, RTL Klub) vezető producer
- 2016–2017 Válótársak (sorozat, RTL Klub) producer
- 2014 A láthatatlan seb (rövidfilm) producer
- 2013 Kossuthkifli (sorozat, Duna TV) producer
- 2013 Idegenek (rövidfilm) producer
- 2012 Szájhősök (sorozat, M1) producer
- 2011 Mindenből egy van (tévésorozat) producer
- 2010 Keleti Pu. (tévéfilm, M1) producer
- 2010 Szakik (websorozat) producer
- 2008 Popdaráló (vetélkedőshow-sorozat, TV2) producer
- 2007–2017 Beugró (tévéshow-sorozat, TV2, M1, Cool, Comedy Centrál, Viasat3, RTL II) producer
- 2006 Kútfejek (játékfilm) producer
- 2002 Limonádé (sorozat, RTL Klub) line-producer

## Díjak
·       2020 Televíziós Újságírók Díja Az év sorozata (A mi kis falunk)
·       2018 Story Ötcsillag-díj Az év televíziós produkciója (A mi kis falunk)
·       2018 Story Ötcsillag-Díj kedvence (Korhatáros szerelem)
·       2010 Kamera Hungária – 1. díj a Szórakoztató műsorok kategóriájában (Beugró)
·       2008 Kamera Hungária – jelölés a Szórakoztató műsorok kategóriájában (Beugró)

## Interjúk, egyéb hivatkozások
- ”https://www.digitalhungary.hu/interjuk/Szeretnem-ha-lenne-egy-varazsgombom-de-lehet-hogy-nem-neznek-bele/9389/
- https://magyarfilmakademia.hu/hu/tag/kapit%C3%A1ny-di%C3%B3szegi-judit
- https://www.imdb.com/name/nm1786464/
- https://www.mmonline.hu/cikk/kapitanyek-mar-a-2022-es-tevesorozatokon-dolgoznak/
- https://port.hu/adatlap/szemely/dioszegi-judit/person-223678
- https://nlc.hu/sztarok/20200328/bata-eva-kapitany-dioszegi-judit-mi-kis-falunk-baratsag-joga-karrier-siker-maganelet-maximalizmus/